# 야쿠프 유르카
야쿠프 유르카(체코어: Jakub Jurka, 체코어 발음: [ˈjakup ˈjurka], 1999년 6월 13일~)는 체코의 펜싱 선수로 주 종목은 에페이다. 2024년 하계 올림픽에서 에페 단체전 동메달을 획득했다.

## 개인사
아버지인 야로슬라프 유르카 또한 펜싱 선수로 활동했다.